# Zwischenzug
El zwischenzug (palabra del alemán para "jugada intermedia", IPA: [ˈtsvɪʃ.ən.ˌtsuːk]) es una táctica de ajedrez en que un jugador, en vez de jugar el movimiento esperado (comúnmente una recaptura de una pieza que el oponente acaba de capturar) interpola antes otro movimiento, realizando una amenaza intermedia que el oponente tiene que responder y entonces juega el movimiento esperado. Idealmente, el zwischenzug le da ventaja al jugador que lo realiza. Tal movimiento es llamado una intermedia o una jugada intermedia.
|       |       |    |       |    |       |       |       |    |  |
|       | a8    | b8 | c8    | d8 | e8    | f8    | g8 kd | h8 |  |
| a7    | b7 qd | c7 | d7    | e7 | f7 pd | g7 pd | h7    |    |  |
| a6    | b6    | c6 | d6    | e6 | f6    | g6 pd | h6    |    |  |
| a5 pd | b5    | c5 | d5    | e5 | f5    | g5    | h5 rd |    |  |
| a4    | b4    | c4 | d4 ql | e4 | f4    | g4    | h4 rl |    |  |
| a3    | b3    | c3 | d3    | e3 | f3    | g3 rd | h3 pl |    |  |
| a2    | b2    | c2 | d2    | e2 | f2    | g2 pl | h2    |    |  |
| a1    | b1    | c1 | d1    | e1 | f1 bl | g1 kl | h1    |    |  |
|       |       |    |       |    |       |       |       |    |  |

El diagrama muestra un ejemplo. Es el turno del negro: 
1. ... Txh4
esperando que el blanco juegue 2. Dxh4, con lo que el negro mantiene la ventaja material. Sin embargo, el blanco tiene un zwischenzug: 
2. Dd8+ (intermedia).
que sigue con  
2. ... Rh7
3. Dxh4+ Rg8
4. Dxg3
y el blanco ha ganado una torre, dejándole con una posición ganadora.
|       |       |       |       |       |       |       |       |       |  |
|       | a8 rd | b8 bl | c8 bd | d8 qd | e8 kd | f8    | g8    | h8 rd |  |
| a7 pd | b7 pd | c7    | d7    | e7    | f7 pd | g7 pd | h7 pd |       |  |
| a6    | b6    | c6    | d6    | e6    | f6 nd | g6    | h6    |       |  |
| a5    | b5    | c5    | d5    | e5    | f5    | g5    | h5    |       |  |
| a4    | b4 bd | c4 pd | d4 pl | e4    | f4    | g4    | h4    |       |  |
| a3    | b3    | c3    | d3    | e3    | f3    | g3    | h3    |       |  |
| a2 pl | b2 pl | c2    | d2    | e2 bl | f2    | g2 pl | h2 pl |       |  |
| a1 rl | b1 nl | c1    | d1 ql | e1    | f1 kl | g1 nl | h1 rl |       |  |
|       |       |       |       |       |       |       |       |       |  |

Otro ejemplo ocurrió en la partida Tartakower-Capablanca, Nueva York 1924, que Irving Chernev bautizó como "la Partida del Zwischenzug Inmortal". En la posición a la derecha, Tartakower (blancas) acaba de jugar 9. Axb8, pensando que había pillado a Capablanca en un truco: si 9...Txb8, 10.Da4+ y 11.Dxb4 gana un alfil. Sin embargo, Capablanca dio un golpe con el zwischenzug 9...Cd5!, protegiendo su alfil y amenazando también 10...Ce3+, haciendo un tenedor al rey y a la dama del blanco. Después de las jugadas 10.Rf2 Txb8, Capablanca había recuperado la pieza llegando a una victoria 20 movimientos después. Hay que notar que después de 10.Af4 (en vez de 10.Rf2), el negro no jugaría 10...Cxf4??, que seguiría permitiendo 11.Da4+, ganando una pieza. En vez de ello después de 10.Af4 el negro jugaría un segundo zwischenzug, 10...Df6!, atacando el alfil otra vez y también renovando la amenaza 11...Ce3+. Después de un movimiento como 11.Dc1, el negro podría tomar el alfil o considerar otro zwischenzug con 11...Ad6 o 11...g5.